# Zatyki (powiat iławski)
Zatyki (niem. Kattern) – osada w Polsce położona w województwie warmińsko-mazurskim, w powiecie iławskim, w gminie Zalewo.
W latach 1975–1998 miejscowość należała administracyjnie do województwa olsztyńskiego.
W roku 1973 jako majątek Zatyki należały do powiatu morąskiego, gmina i poczta Zalewo.
Wieś wzmiankowana w dokumentach z roku 1389, jako wieś pruska na 14 włókach. Pierwotna nazwa Satheken wywodzi się z języka pruskiego, gdzie satho oznacza 'łąkę'. W roku 1782 we wsi odnotowano 15 domów (dymów), natomiast w 1858 w sześciu gospodarstwach domowych było 132 mieszkańców. W latach 1937–39 było 123 mieszkańców.